# Olováry

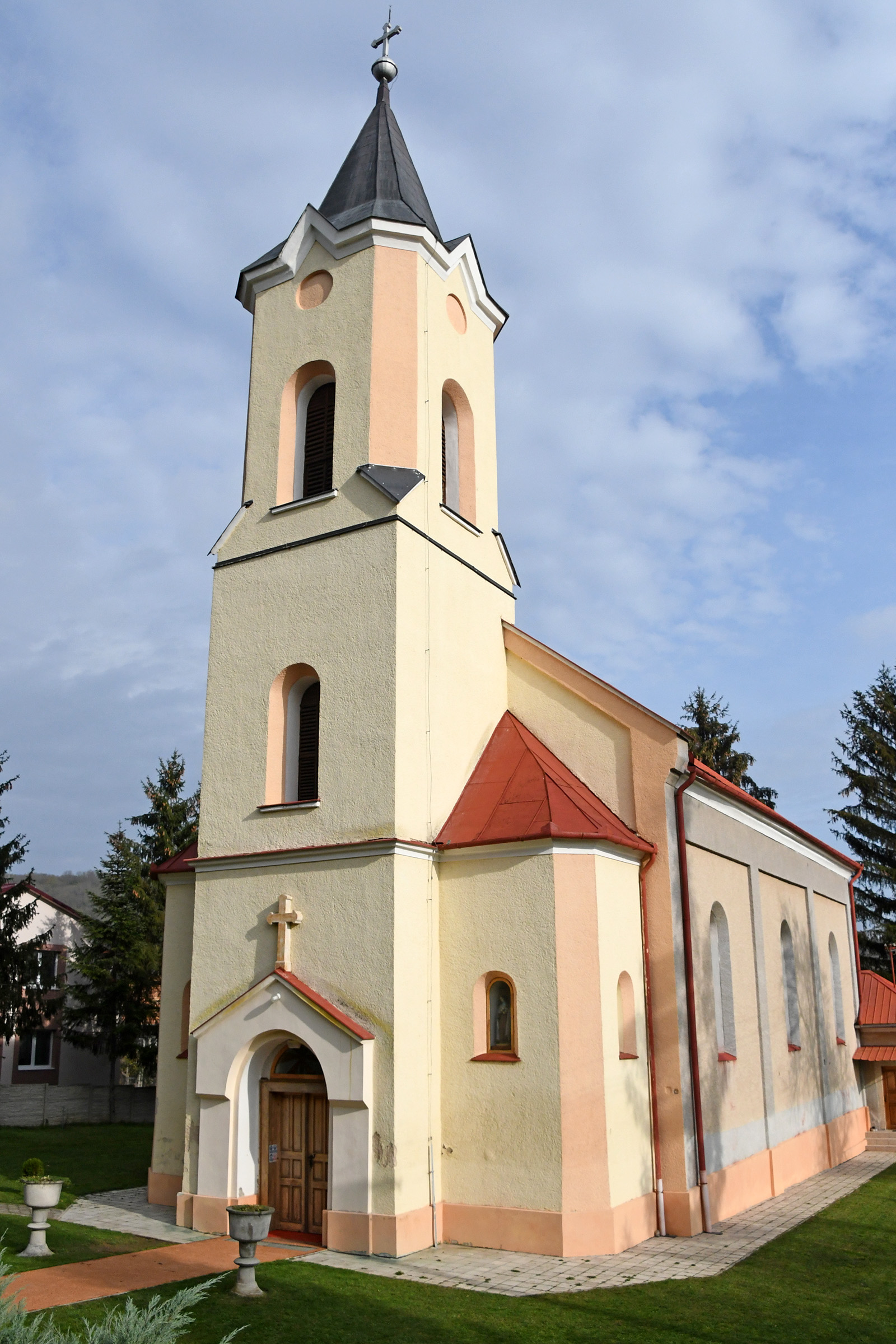
Römisch-katholische Elisabethkirche

Olováry, ungarisch Óvár (bis 1927 slowakisch „Olováre“) ist eine Gemeinde im Süden der Slowakei mit 257 Einwohnern (Stand 31. Dezember 2024). Sie gehört zum Okres Veľký Krtíš, einem Kreis des Banskobystrický kraj.

## Geographie
Die Gemeinde befindet sich in einem sanften Tal im Talkessel Ipeľská kotlina, einem Teil der größeren Einheit Juhoslovenská kotlina, am Bach Koniarsky potok im Einzugsgebiet des Ipeľ, unweit der Staatsgrenze zu Ungarn. Das Ortszentrum liegt auf einer Höhe von 198 m n.m. und ist 15 Kilometer von Veľký Krtíš entfernt.
Nachbargemeinden sind Veľké Straciny im Norden, Malé Zlievce im Nordosten, Glabušovce im Osten, Zombor im Südosten, Kiarov im Süden, Želovce im Südwesten, Sklabiná im Westen sowie Nová Ves und Malý Krtíš im Nordwesten.

## Geschichte
Olováry wurde zum ersten Mal 1245 als Olwar schriftlich erwähnt. Nach einer kanonischen Visitation aus dem Jahr 1731 soll die Kirche seit dem Jahr 1076 bestehen. Der Ortsname Óvár (= Alte Burg) soll auf eine einstige Holzburg auf dem Berg Kamenný vrch verweisen. Vom 14. bis zum 16. Jahrhundert war das Dorf Teil des Herrschaftsgebiets der Burg Divín und war zudem eng mit dem Geschlecht Balassa und der Burg Blauenstein verbunden. 1554 wurde Olováry von den Türken erobert, 1593 befreit, aber weiter tributpflichtig. In der ersten Hälfte des 17. Jahrhunderts wurde das Dorf durch Kriegswirren verwüstet und erst nach 1680 wieder errichtet. 1715 gab es 14 Haushalte, 1828 zählte man 64 Häuser und 648 Einwohner, die als Landwirte und Winzer beschäftigt waren. In der zweiten Hälfte des 19. Jahrhunderts und bis ins Jahr 1912 bestand ein Braunkohlebergwerk im Stollen Amália, gehörte aber nicht, relativ gemessen, zu den bedeutenden Bergwerken.
Bis 1918/1919 gehörte der im Komitat Neograd liegende Ort zum Königreich Ungarn und kam danach zur Tschechoslowakei beziehungsweise heute Slowakei. Auf Grund des Ersten Wiener Schiedsspruchs lag er von 1938 bis 1944 noch einmal in Ungarn.

## Bevölkerung
| Jahr                | 1994 | 2004    | 2014    | 2024     |
| ------------------- | ---- | ------- | ------- | -------- |
| Anzahl der Personen | 331  | 330     | 302     | 257      |
| Unterschied         |      | −0,30 % | −8,48 % | −14,90 % |

| Jahr                | 2023 | 2024    |
| ------------------- | ---- | ------- |
| Anzahl der Personen | 259  | 257     |
| Unterschied         |      | −0,77 % |

Gemäß der Volkszählung 2011 wohnten in Olováry 302 Einwohner, davon 228 Magyaren und 74 Slowaken.
282 Einwohner bekannten sich zur römisch-katholischen Kirche, 13 Einwohner zur Evangelischen Kirche A. B. und zwei Einwohner zur reformierten Kirche. Ein Einwohner war konfessionslos und bei vier Einwohnern wurde die Konfession nicht ermittelt.

## Bauwerke
- römisch-katholische Elisabethkirche aus dem Jahr 1883